# Erick-Oskar Hansen
Erick-Oskar Hansen (Amburgo, 27 maggio 1889 – Amburgo, 18 marzo 1967) è stato un generale tedesco della Wehrmacht durante la seconda guerra mondiale, nella quale venne decorato con la Croce di Cavaliere della Croce di Ferro.

## Biografia
nato ad Amburgo, Hansen entrò nell'Esercito imperiale tedesco nel 1907 con il grado di Fahnenjunker (ufficiale cadetto) nel 9° dragoni. Nel 1938 gli fu affidato il comando della 4ª Divisione di fanteria. Promosso al grado di Generalleutnant (generale di corpo d'armata) nell'agosto 1939, guidò la divisione durante la Campagna di Polonia e la Campagna di Francia prima di venire ritirata dal fronte nell'agosto 1940 per essere convertita in divisione corazzata. La divisione ora ridenominata in 14. Panzer-Division venne addestrata alla guerra corazzata.
Hansen venne promosso al grado di General der Kavallerie (Generale della cavalleria) prima di prendere il comando dello LIV. Armeekorps nel 1941 operante sul fronte orientale. In seguito il 4 settembre 1941 venne decorato con la Croce di Cavaliere della Croce di Ferro. Nel 1943 ebbe il comando della missione militare tedesca in Romania in addizione alla carica di comandante militare tedesco in Romania. Hansen si arrese all'Armata Rossa nel corso dell'Offensiva Iași-Chișinău nell'agosto 1944. Venne tenuto in custodia dai sovietici fino al 1955. Dopo essere ritornato in Germania visse il resto della sua vita nella sua città natale di Amburgo.